# Aptenodytes forsteri
El pingüino emperador (Aptenodytes forsteri) es una especie de ave esfenisciforme de la familia Spheniscidae.
Esta especie, endémica de la Antártida, es la de mayor tamaño y peso de todos los pingüinos. El macho y la hembra son similares en plumaje y tamaño; pueden superar los 120 cm de altura y pesan entre 20 y 45 kg. La espalda, las alas y la cabeza son de color negro; la parte anterior es blanca desde las patas hasta el vientre, con el pecho de un tono amarillo pálido y dos auriculares a la altura de los oídos de un llamativo amarillo brillante. Como todos los pingüinos, no puede volar, pero tiene unas alas rígidas y planas, y un cuerpo hidrodinámico particularmente adaptado al hábitat marino.
Su dieta está compuesta principalmente de peces, pero también puede incluir crustáceos como el kril y cefalópodos como el calamar. Mientras caza puede permanecer sumergido hasta dieciocho minutos, buceando a una profundidad de más de quinientos metros. Ha desarrollado diversas adaptaciones para facilitar esta tarea, como una hemoglobina con una estructura que le permite trabajar eficazmente con un bajo nivel de oxígeno, unos huesos sólidos para reducir el barotraumatismo y la capacidad de retardar su metabolismo y pausar las funciones de órganos no esenciales.
El pingüino emperador es conocido principalmente por el singular ciclo reproductivo de los adultos, que repiten cada año un largo viaje para aparearse y para alimentar a sus crías. Es la única especie de pingüino que se reproduce durante el crudo invierno antártico, realizando caminatas de entre cincuenta y ciento veinte kilómetros sobre el hielo hasta las colonias de cría, que pueden incluir miles de individuos. La hembra pone un único huevo que es incubado inicialmente por el macho, mientras que ella regresa al mar para alimentarse; posteriormente los padres se turnan para alimentarse en el mar y el cuidado de sus polluelos en la colonia. Su esperanza de vida suele ser de unos veinte años en su hábitat natural, aunque hay datos que indican que algunos ejemplares pueden vivir hasta los cincuenta años de edad.

## Taxonomía y etimología
Probablemente los primeros europeos en observar a los pingüinos fueron exploradores ibéricos, que los llamaron pájaros niño o pájaros bobos por su andar torpe y erguido y su incapacidad de volar. El término «pingüino» se aplicó inicialmente al alca gigante del Atlántico norte (Pinguinus impennis); tras la extinción del alca gigante a finales del siglo XIX, el nombre se perpetuó en las aves de la familia Spheniscidae.
El pingüino emperador fue descrito en 1844 por el zoólogo inglés George Robert Gray a partir de los especímenes obtenidos por los miembros de la expedición Erebus y Terror. El nombre del género proviene de la palabra griega ἀ-πτηνο-δύτης [a-ptēno-dytēs], «buceador sin alas». Gray le asignó su nombre específico en honor al naturalista alemán Johann Reinhold Forster, que acompañó al capitán James Cook en su segundo viaje por el Pacífico y que describió otras cinco especies de pingüino.
Junto con el similar en color pero de menor tamaño que el pingüino rey (A. patagonicus), el emperador es una de las dos únicas especies existentes en la actualidad del género Aptenodytes. Se han encontrado evidencias de una tercera especie, el pingüino Ridgen (A. ridgeni), en los registros fósiles de finales del Plioceno (hace unos tres millones de años) en Nueva Zelanda. Estudios sobre el comportamiento y la genética de los pingüinos concluyeron que Aptenodytes es un género basal; esto es, que se separó de la rama que dio lugar a todas las especies de pingüinos existentes. Los análisis de ADN mitocondrial y nuclear sugieren que esta división se produjo hace alrededor de cuarenta millones de años.

## Descripción

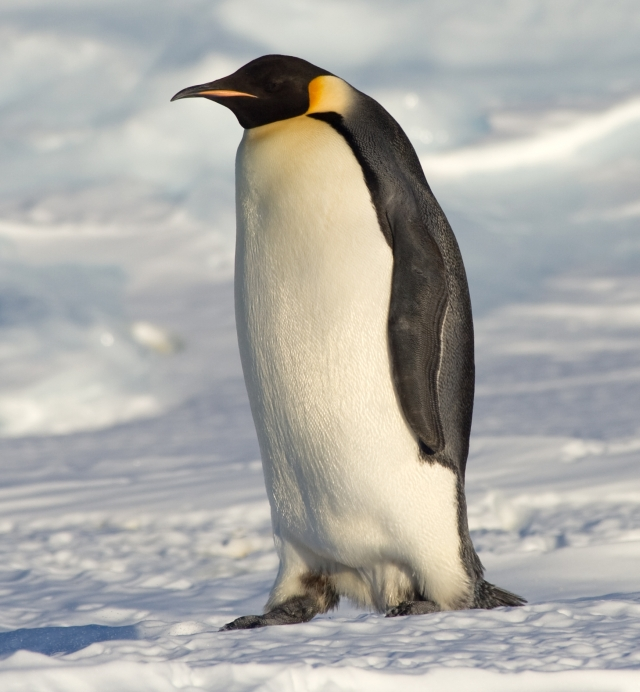
Macho adulto

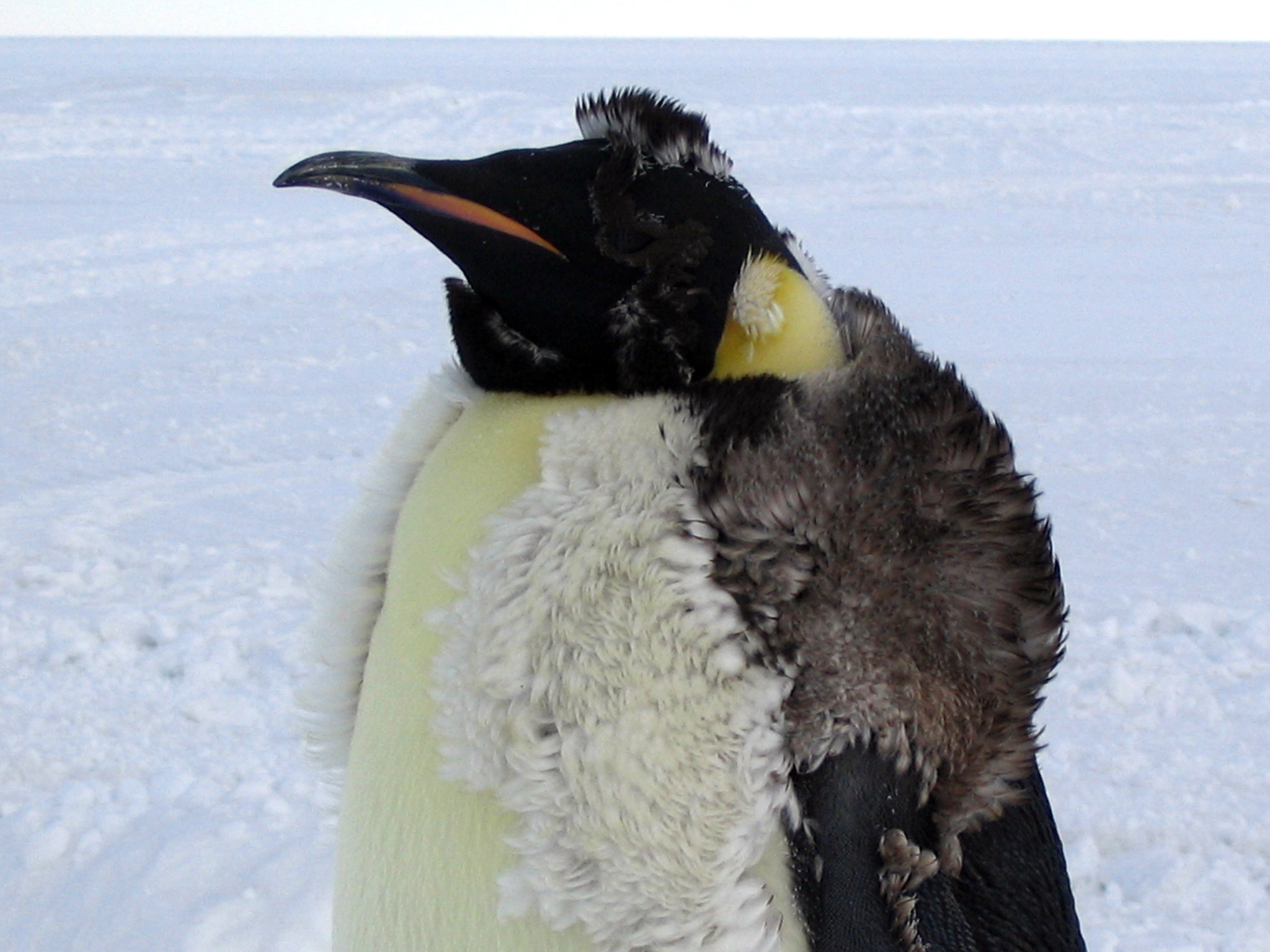
Emperador durante la muda

El pingüino emperador adulto puede alcanzar los 115-120 cm de altura; el peso va desde los 22 hasta los 45 kg y varía según el sexo, con los machos que pesan generalmente más que las hembras. El peso también varía según la temporada, porque tanto machos como hembras almacenan importantes reservas de grasa, especialmente antes del período de muda y del de ayuno, y pierden mucho peso mientras incuban los huevos y crían a sus polluelos. Un macho debe soportar las bajas temperaturas antárticas durante más de dos meses para proteger su huevo del frío extremo, y durante todo este tiempo no se alimenta, por lo que pierde mucho peso mientras incuba, a la espera de que su cría salga del cascarón y vuelva la hembra. El peso promedio de los machos al comienzo de la temporada de reproducción es de 38 kg y el de las hembras es de 29 kg, mientras que después de la temporada de reproducción éste se reduce a 23 kg para ambos sexos.
Como todas las especies de pingüinos, el emperador tiene un cuerpo hidrodinámico para minimizar la resistencia del agua al nadar, y sus alas se han vuelto rígidas y planas, semejantes a aletas. La lengua está equipada con púas orientadas hacia atrás para evitar que las presas se escapen cuando son capturadas. Machos y hembras son similares en tamaño y coloración. Los adultos tienen las plumas dorsales de un color negro intenso, que cubren la cabeza, la barbilla, la garganta, la espalda, la parte dorsal de las aletas y la cola. La separación del plumaje negro del de color claro de otras partes del cuerpo está claramente definida. Las partes inferiores de las alas y el vientre son de color blanco, y van adquiriendo un tono amarillo pálido hacia la parte superior del pecho, mientras que los auriculares son de color amarillo brillante. El pico es robusto, de unos ocho cm de longitud y ligeramente curvado hacia abajo. Caminan erguidos; las patas están situadas muy atrás en el cuerpo, dificultando el desplazamiento en tierra pero actuando como timones bajo el agua; los tarsos son cortos, así como los pies, que están inclinados hacia arriba, y su cola es corta y firme, con plumas robustas. La mandíbula superior del pico es negra, y la mandíbula inferior puede ser de color rosa, naranja o lila. En los juveniles, los auriculares, la barbilla y la garganta son blancos, y el pico negro. Los polluelos del pingüino emperador están normalmente cubiertos de un plumón de color gris plateado y tienen la cabeza negra y la cara blanca. Un polluelo con todo su plumaje blanco fue descubierto en 2001, pero no fue considerado albino al no tener los característicos ojos de color rosa asociados al albinismo. Los polluelos pesan alrededor de 315 g tras la eclosión, y dejan el área de cría cuando alcanzan en torno al 50 % de su peso de adulto.
Su plumaje oscuro se torna marrón desde noviembre hasta febrero, antes de la muda anual que se produce en enero y febrero. En esta especie la muda es rápida en comparación con otras aves, y dura solo aproximadamente 34 días. Las plumas del pingüino emperador surgen de su piel cuando han alcanzado un tercio de su tamaño total y antes de que pierdan las viejas, para así reducir la pérdida de calor; después las nuevas plumas hacen caer las antiguas antes de terminar su crecimiento. Este sistema de renovación del plumaje mejora su impermeabilidad y su protección contra el frío. Normalmente los emperadores no nadan durante la muda.

### Vocalización

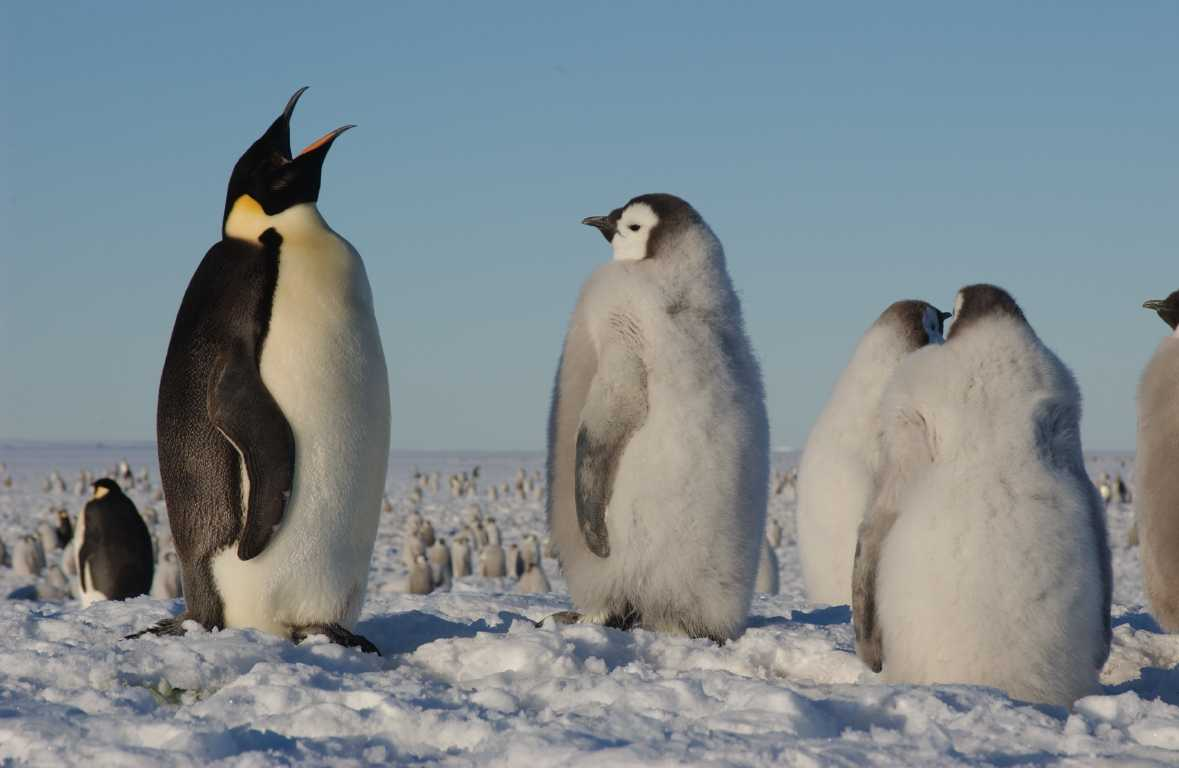
Los emperadores utilizan un complejo juego de llamadas para su identificación y localización entre cientos o miles de individuos, a menudo en unas condiciones climatológicas extremas.

Dado que esta especie tiene un modelo de incubación errante, trasladándose libremente a sitios más favorables que le permitan resistir las extremas condiciones meteorológicas de su hábitat y no tiene unos lugares fijos de anidamiento que los individuos puedan usar para localizar a su propio compañero o a su polluelo, los emperadores deben confiar únicamente en llamadas vocales para su identificación y localización entre cientos o miles de individuos en la colonia, y necesitan aumentar la complejidad y el contenido de información en sus llamadas. Su reclamo es nasal y trompeteante, y utilizan un complejo juego de llamadas a dos voces que son críticas a la hora del reconocimiento individual entre padres, descendientes y compañeros, vocalizaciones que constituyen la variación más amplia en llamadas individuales de todos los pingüinos.
A diferencia de otras especies de pingüinos que emiten sonidos con una estructura similar, los emperadores son los únicos cuyas sus vocalizaciones utilizan dos bandas de frecuencia simultáneamente, con sus respectivos armónicos, y la interacción de estas frecuencias genera un ritmo que diversos estudios indican que posiblemente represente un medio por el cual estos pingüinos aumentan el contenido de información en sus llamadas que puede facilitar el proceso de reconocimiento individual. Las llamadas de identificación están formadas por sílabas separadas por períodos de silencio; estas sílabas se agrupan en series repetitivas y cada serie se define como un grupo que termina en una sílaba larga; una llamada está formada por entre una y cuatro series. Las diferencias en las características de la frecuencia entre ambos sexos son claras, sobre todo en el modelado temporal de las sílabas, aunque estos rasgos diferenciadores no sean apreciables por el oído humano. Los polluelos usan un silbido en frecuencia modulada para pedir la comida y ponerse en contacto con sus padres.

### Adaptación al frío

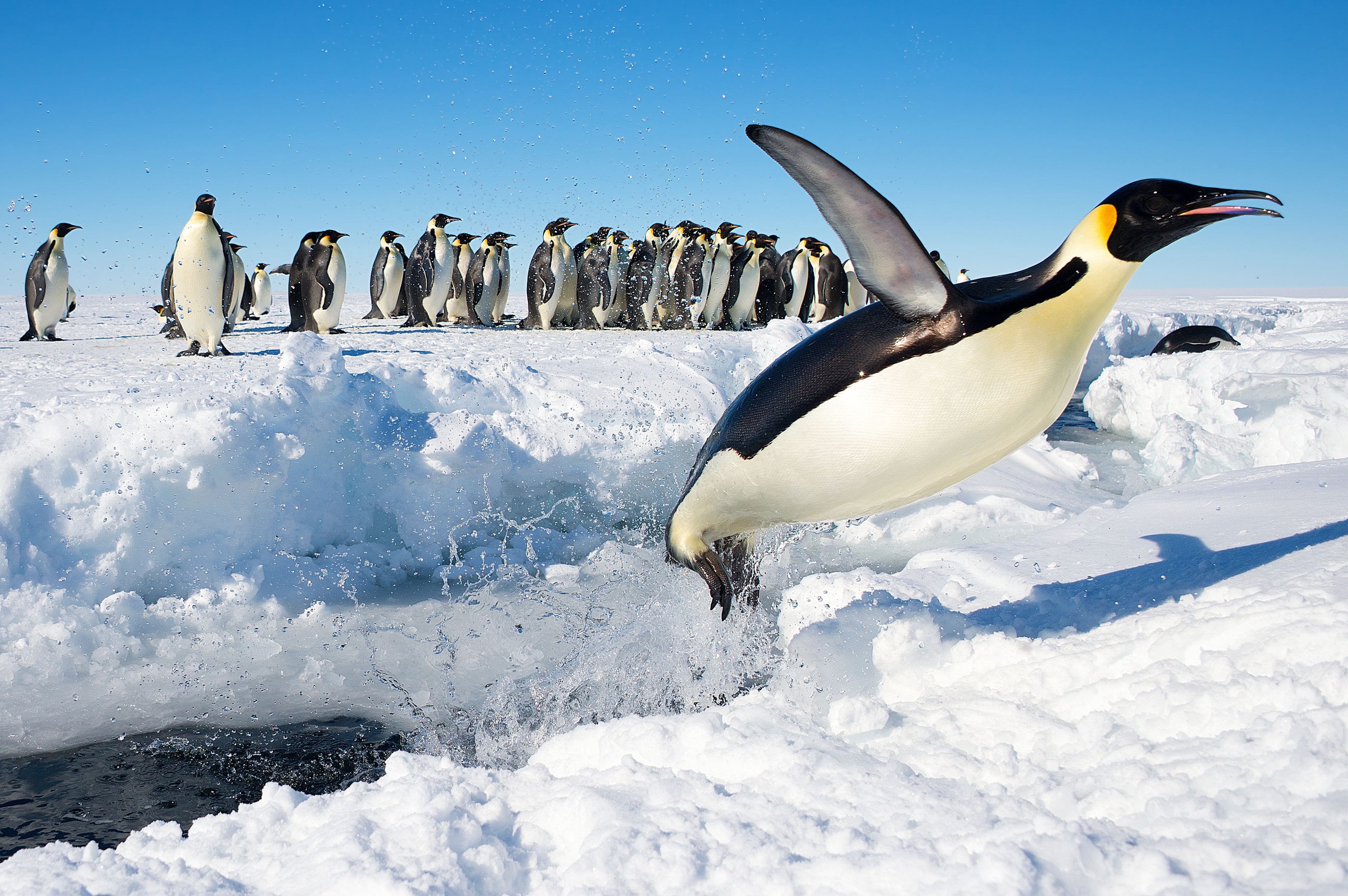
Pingüino emperador saltando del agua en la isla Berkner

El pingüino emperador se reproduce en un ambiente más frío que el de cualquier otra especie de ave; la temperatura ambiente es de -20 °C de media y puede llegar a -40 °C, y la velocidad del viento puede alcanzar los 144 km/h. La temperatura del agua es de unos gélidos -1,8 °C, mucho más baja que la temperatura corporal media de este pingüino, que está en los 39 °C. 
Para sobrevivir en este ambiente glacial ha experimentado diversas adaptaciones que le permiten contrarrestar la pérdida de calor. El plumaje proporciona el 80-90 % de su aislamiento; sus plumas son rígidas y cortas, lanceoladas (con forma de lanza) y se agrupan de forma densa en varias capas sobre toda la superficie de su piel. Con alrededor de quince plumas por centímetro cuadrado, el pingüino emperador tiene la mayor densidad de plumas de entre todas las aves. También cuentan con una capa adicional de aislamiento formada por varias capas de suaves filamentos entre las plumas y la piel. Los músculos mantienen las plumas erguidas en tierra, reduciendo la pérdida de calor al mantener una capa de aire sobre la piel. Por el contrario, el plumaje se aplana en el agua, impermeabilizando la piel y el suave plumón. El acicalamiento es vital para facilitar el aislamiento y mantener el plumaje aceitoso y repelente al agua. Tiene además una capa de grasa hipodérmica que puede ser de hasta tres centímetros de grosor antes del período de cría. Esta gruesa capa de grasa hace que su movilidad en tierra sea reducida en comparación con su pariente, el pingüino de Magallanes (Spheniscus magellanicus), que cuenta con una capa de grasa más fina.
Es capaz de mantener su cuerpo a una temperatura constante sin modificar su metabolismo con temperaturas ambiente comprendidas entre -10 y 20 °C; por debajo de estas temperaturas su ritmo metabólico aumenta de manera significativa, aunque un individuo puede mantener su temperatura corporal entre 37,6 y 38,0 °C con una temperatura ambiente de −47 °C. El movimiento nadando, andando y el escalofrío son tres mecanismos que utiliza para aumentar el ritmo metabólico; un cuarto proceso implica un aumento de la disolución enzimática de grasas, que es inducido por el glucagón, una hormona peptídica. Por el contrario, con temperaturas ambientales por encima de 20 °C puede mostrarse muy activo y agitar el cuerpo para aumentar la pérdida de calor; separando sus alas para exponer las partes ocultas aumenta la exposición de su superficie corporal al aire en un 6 %, lo que también facilita la pérdida de calor. Este comportamiento sirvió de base para la creación del algoritmo «Emperor Penguin Optimizer» publicado en 2018, que se inspiró en el comportamiento de reunión social de los pingüinos emperador para sobrevivir con éxito el profundo invierno antártico; los pasos principales de este algoritmo se basan en el comportamiento de reunión, que calcula el límite de la reunión, la temperatura, la distancia y el movimiento efectivo alrededor de la reunión. Este algoritmo se ha utilizado en el tratamiento de diversos problemas, como la mejora en el rendimiento del embalse en presas.

### Adaptación al buceo profundo
Además de al frío, estas aves están sometidas a otras exigentes condiciones durante sus inmersiones a gran profundidad, momento en el que experimentan presiones de hasta cuarenta veces la existente a nivel de superficie, lo que causaría un barotraumatismo a la mayoría de animales terrestres. Sus huesos son particularmente sólidos y no tienen aire en su interior, lo que limita los riesgos de traumatismo físico.
Cuando se sumerge, su consumo de oxígeno disminuye drásticamente, su ritmo cardíaco se reduce a tan solo quince o veinte latidos por minuto y dirige el flujo sanguíneo hacia los órganos vitales, lo que facilita inmersiones prolongadas. A diferencia de otras especies, que son incapaces de utilizar todo el oxígeno de sus pulmones debido a que su hemoglobina no puede unirse eficazmente al oxígeno y transportarlo en concentraciones bajas, la hemoglobina del emperador tiene una excepcional capacidad aglutinante y aprovecha todo el oxígeno contenido en sus sacos aéreos para transportarlo hasta los órganos vitales incluso cuando su concentración es muy débil, y así evitar dañar los tejidos, permitiéndole permanecer consciente con tasas muy bajas de oxígeno.

## Ecología

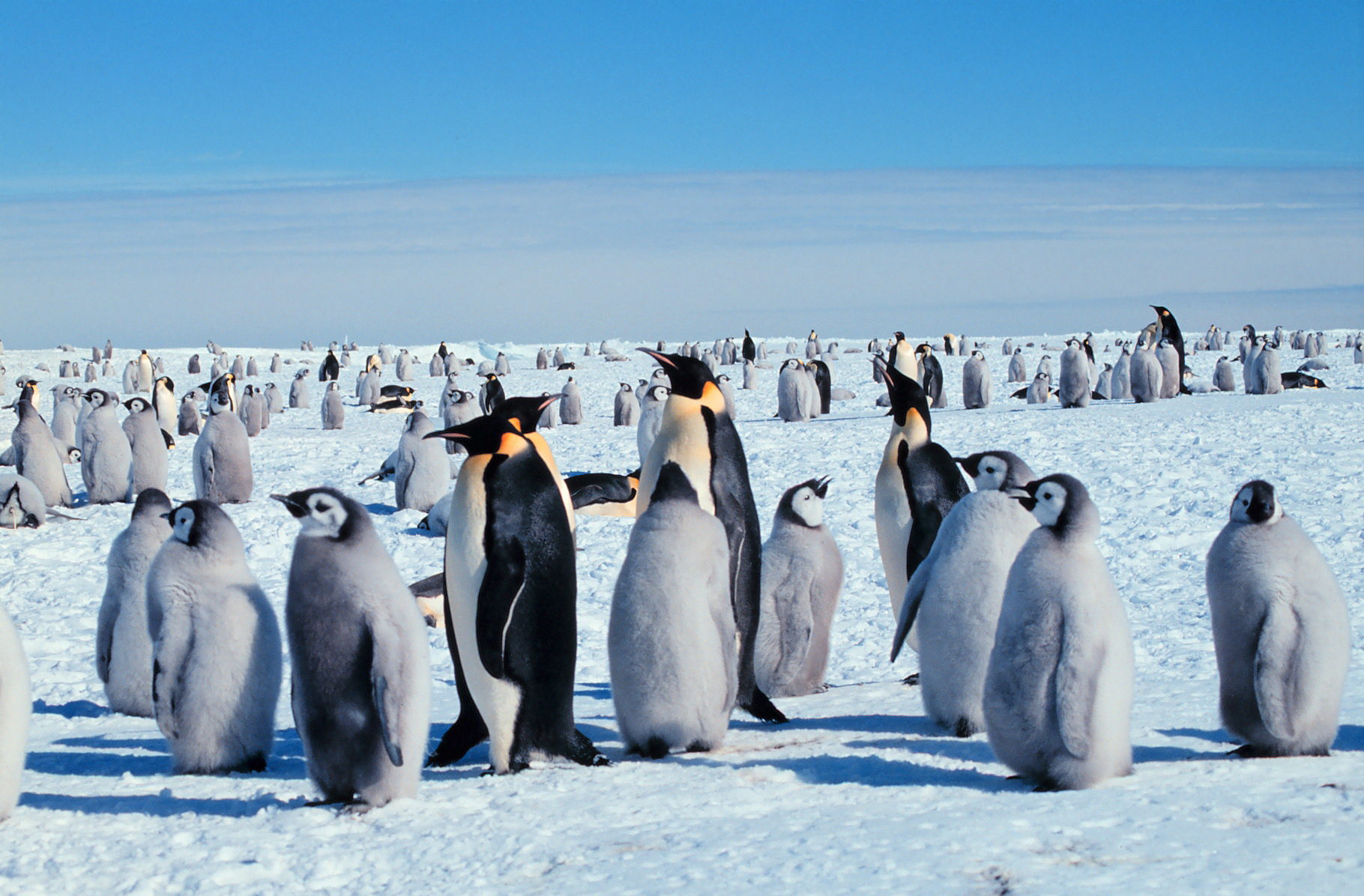
Adultos y juveniles

El pingüino emperador es un animal social en su comportamiento de nidificación y de búsqueda de alimento; estas aves cazan juntas y pueden coordinar sus zambullidas y sus salidas a la superficie. Los individuos pueden ser activos durante el día o durante la noche. Un adulto maduro viaja durante la mayor parte del año entre las áreas de cría y de alimentación; la especie se dispersa en los océanos de enero a marzo.
El fisiólogo estadounidense Gerry Kooyman dio un gran paso en el estudio del comportamiento de búsqueda de alimento de esta especie en 1971, cuando publicó sus resultados al colocarles dispositivos que registraban sus inmersiones. Mediante este método descubrió que el emperador alcanzaba profundidades de 265 m, con períodos de inmersión de hasta dieciocho minutos. Investigaciones posteriores revelaron que una pequeña hembra se sumergió a una profundidad de 535 m cerca del estrecho de McMurdo. Es posible que el emperador pueda sumergirse todavía a mayor profundidad, dado que la precisión de los dispositivos de grabación disminuye a grandes profundidades. Un estudio sobre el comportamiento de inmersión de estas aves mostró zambullidas regulares a 150 m en aguas de unos 900 m de profundidad, y buceos de 50 m o menos, intercaladas con inmersiones profundas de más de 400 m en aguas de 450 a 500 m de profundidad. Dado que sus inmersiones a más de 400 m de profundidad se dan solamente durante periodos prolongados de tiempo soleado, su supone que estas inmersiones no pueden darse durante la noche del invierno austral.

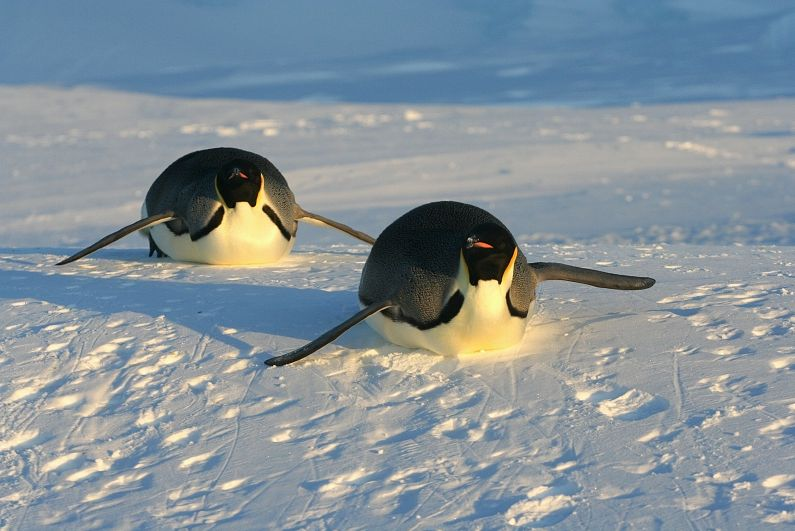
Para desplazarse en tierra, el emperador alterna entre andar con un paso tambaleante o deslizarse sobre su vientre.

Tanto los machos como las hembras pueden llegar a recorrer hasta 500 kilómetros desde sus colonias buscando comida para sus polluelos, cubriendo entre 82 y 1454 kilómetros por individuo y viaje. Un macho que vuelve al mar después de la incubación se dirige directamente a zonas de agua que permanecen sin helar casi todo el año, conocidas como polinias, aproximadamente a 100 kilómetros de la colonia.
Nadador eficiente, el pingüino emperador ejerce impulso tanto con sus brazadas ascendentes como descendentes cuando nada. En las aves que nadan bajo el agua impulsándose con alas, el empuje durante la fase de recuperación (ascenso) puede ser significativo e incluso mayor que durante la fase de potencia (descenso) y los pingüinos aparentemente aumentan el empuje hacia arriba para compensar la flotabilidad durante la natación horizontal cerca de la superficie. Su velocidad de natación media es de seis a nueve kilómetros por hora. En tierra, el emperador alterna entre andar con un paso tambaleante y un deslizamiento sobre su vientre similar a una bajada en tobogán, propulsándose con sus patas y alas similares a aletas. Como todos los pingüinos, es incapaz de volar.
Como defensa contra el frío, los emperadores forman grupos compactos compuestos generalmente de cinco a diez individuos, pero que pueden llegar a varios cientos de aves, donde cada uno avanza pegado a su vecino. Los individuos situados en el exterior cara al viento andan arrastrando los pies despacio alrededor del borde de la formación y se pasan a su borde de sotavento, produciendo una acción de giro lento que permite a los componentes del grupo estar en el interior y en el exterior de la formación, y así exponerse al frío viento y alternativamente protegerse en el interior del grupo o en el extremo protegido del viento.

### Alimentación
Su dieta consiste principalmente en peces, crustáceos y cefalópodos, aunque su composición varía de unas poblaciones a otras. Los peces son por lo general su principal fuente de alimento, y el diablillo antártico (Pleuragramma antarcticum) constituye el grueso de la dieta de estas aves. Otras presas que figuran habitualmente en su dieta incluyen otros peces de la familia Nototheniidae, el calamar glaciar (Psychroteuthis glacialis) y otras especies de calamar como Kondakovia longimana, y el kril antártico (Euphausia superba). Los emperadores buscan sus presas en las zonas de mar abierta del océano Antártico, en áreas sin hielo o en grietas en el banco de hielo.
Investigaciones realizadas en el mar de Ross mostraron que la mayor parte de inmersiones realizadas en búsqueda de presas era inferior a los 200 m de profundidad, y de éstas la mayoría se encontraban en un rango de entre 20 y 180 m. Una de sus estrategias de búsqueda de alimento es sumergirse hasta aproximadamente 50 m de profundidad y dirigirse hacia las aguas bajo la capa de hielo, donde puede descubrir fácilmente peces del subhielo como el notothen calvo (Pagothenia borchgrevinki) nadando cerca de la superficie bajo esta capa de hielo marino; posteriormente retrocede al lugar de zambullida y repite la secuencia varias veces. En ocasiones captura varios peces en una misma inmersión.
Se desconoce cómo pueden localizar sus presas entre la oscuridad existente a grandes profundidades. Existen hipótesis, aunque todavía no muy desarrolladas, que apuntan a que pueden aprovecharse de la bioluminiscencia de muchos crustáceos, cefalópodos y peces pelágicos, o que podrían utilizar alguna forma de ecolocalización.

### Predadores

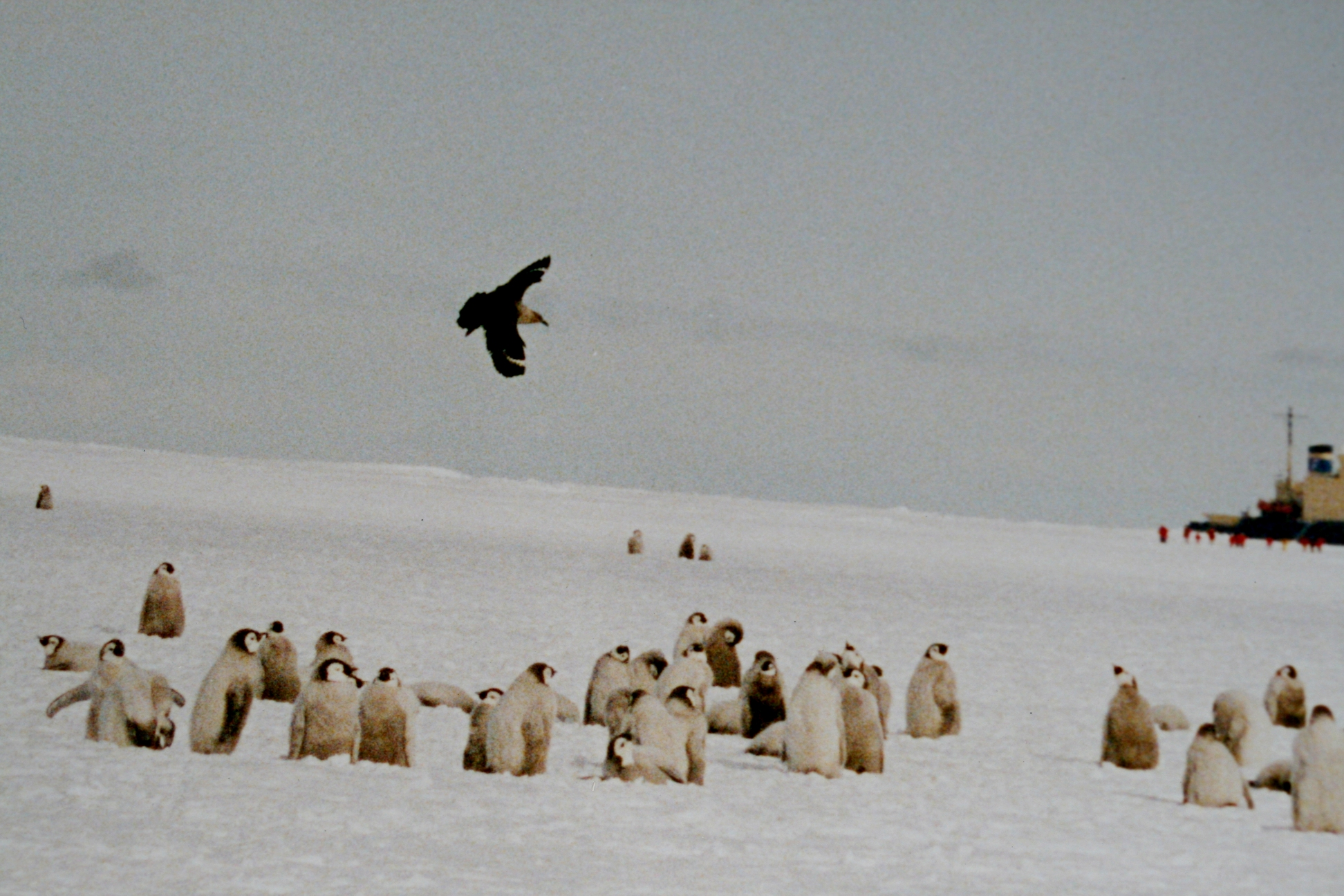
Págalo volando sobre un grupo de juveniles en el mar de Ross

Entre los predadores del pingüino emperador se encuentran diversas aves y mamíferos marinos. El petrel gigante antártico (Macronectes giganteus) es su principal predador aviar, responsable de hasta un 34 % de muertes de polluelos en algunas colonias. El págalo polar (Stercorarius maccormicki) busca sobre todo crías muertas cuando los juveniles vivos son demasiado grandes para ser atacados cuando se desarrolla su llegada anual a la colonia.
Los principales predadores acuáticos son ambos mamíferos: la foca leopardo (Hydrurga leptonyx), que captura algunas aves adultas así como jóvenes inexpertos poco después de que entran en el agua, y la orca (Orcinus orca), que caza pingüinos adultos. Existen discrepancias entre distintos investigadores sobre la incidencia de la depredación de las orcas en las poblaciones de pingüino emperador.
Si uno de los miembros de una pareja criadora muere o lo matan durante la temporada de cría, el miembro que sobrevive debe abandonar su huevo o la cría y volver al mar para alimentarse y las crías huérfanas se debilitan rápidamente y mueren de hambre o congeladas.

### Ciclo vital
Comparada con la de otras aves marinas, la supervivencia de los pingüinos adultos de un año al siguiente es baja, y oscila entre el 70-80 % en el pingüino de Adelia y el 87 % en el de ojo amarillo, aunque se ha establecido la tasa media de supervivencia anual del pingüino emperador en un 95,1 %, con una esperanza de vida media de 19,9 años, frente a los tan solo diez años de media de otros pingüinos. Existen estimaciones de que el 1 % de los emperadores podría alcanzar factiblemente una edad de 50 años. En contraste, solo el 19-20 % de los jóvenes independientes sobrevive a su primer año de la vida. El 80 % de la población de pingüinos emperador comprende adultos con cinco o más años de edad.

Ciclo vital del pingüino emperador

El emperador puede reproducirse en torno a los tres años de edad, y por lo general comienza la cría aproximadamente de uno a tres años más tarde. Todos los demás pingüinos se reproducen y crían en primavera-verano, en tierra firme y sobre un nido; sin embargo el emperador se reproduce y cría en otoño-invierno, lo hace sobre el hielo marino adyacente al continente antártico, y no construye un nido. Su ciclo reproductivo anual comienza al principio del invierno antártico, en marzo y abril, cuando todos los ejemplares adultos viajan hasta las colonias de anidamiento, recorriendo a menudo de 50 a 120 kilómetros hielo adentro desde el borde del banco de hielo. El inicio del viaje parece que puede estar relacionado con la disminución de la duración del día; pingüinos emperador en cautiverio han sido inducidos con éxito a la cría mediante el uso de sistemas de iluminación que imitan la duración estacional del día en la Antártida.
Existe una marcada desigualdad en la proporción de individuos de cada sexo, pues en una colonia hay un 39,5 % de machos frente a un 60,5 % de hembras. Esta desigual proporción sexual hace que se produzca una intensa competición entre las hembras para conseguir a un macho. Comienzan el cortejo en marzo o abril, con temperaturas que pueden estar en torno a los -40 °C. Un macho sin pareja realiza una demostración extática, permaneciendo en un lugar y colocando la cabeza en el pecho antes de inhalar y realizar una llamada de cortejo durante uno o dos segundos, caracterizada por sílabas repetidas separadas por períodos silenciosos, y que repite también la hembra; después se mueve en torno a la colonia y repite la llamada. Entonces un macho y una hembra se colocan de pie cara a cara y uno eleva la cabeza y el cuello y el otro lo imita; ambos mantienen esta postura durante varios minutos. Una vez emparejados, ambos se desplazan juntos caminando con un bamboneo a lo largo de la colonia, con la hembra por lo general tras el macho. Antes de la cópula, una de las aves hace una profunda inclinación ante su pareja, sitúa su pico cerca del suelo y su compañero hace lo mismo.

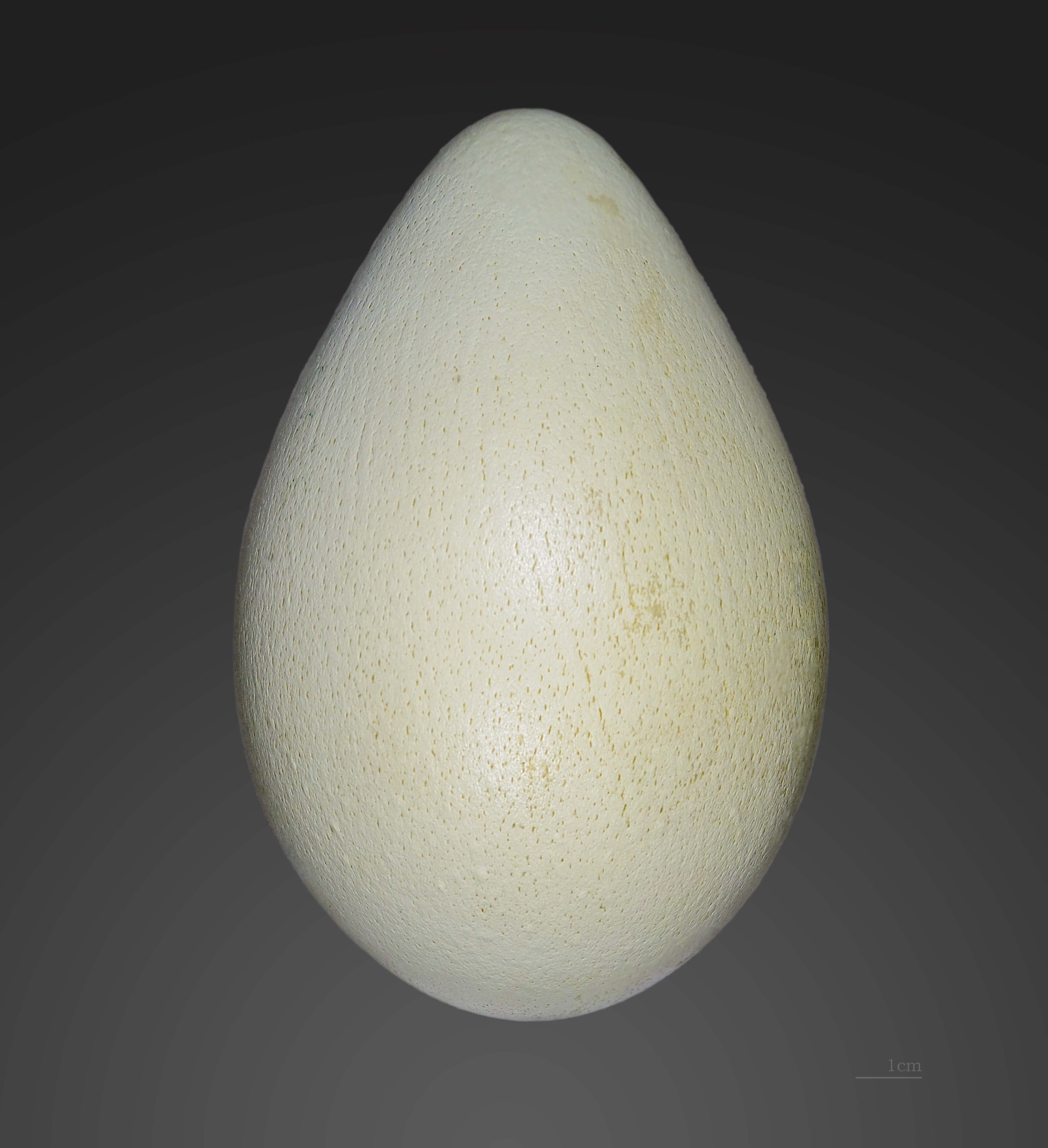
Huevo de Aptenodytes forsteri.

Aunque se cite a menudo a los emperadores como animales monógamos, y la monogamia es habitual en otras especies de aves longevas, la relación entre las parejas de pingüino emperador se define más bien como monogamia seriada; tienen solo un compañero cada año, y durante esa temporada permanecen fieles a ese compañero. Sin embargo la fidelidad entre temporadas es solo de aproximadamente el 15 %. La motivación podría ser una adaptación a un largo ciclo reproductivo y a un medio ambiente muy exigente, y así, la carencia de un lugar fijo para anidar o la imposibilidad de formar un nido propiamente dicho, o la estrecha franja de oportunidades disponibles para el acoplamiento hacen que prevalezca una prioridad de aparearse y reproducirse que a menudo impide esperar a que aparezca el compañero del año anterior.
A diferencia de la mayoría de los pingüinos, que ponen dos, la hembra del emperador pone un único huevo de 460-470 g de peso en mayo o a principios de junio, en el hielo recién formado; su forma es vagamente periforme, de color pálido blanco-verdoso, y mide aproximadamente 12 × 8 cm. Representa solo el 2,3 % del peso del cuerpo de su madre, lo que lo convierte en uno de los huevos más pequeños con relación al peso maternal de cualquier especie de ave. La cáscara representa el 15,7 % del peso de un huevo de emperador; de igual manera que en otras especies de pingüino, la cáscara es relativamente gruesa, lo que reduce al mínimo el riesgo de rotura.

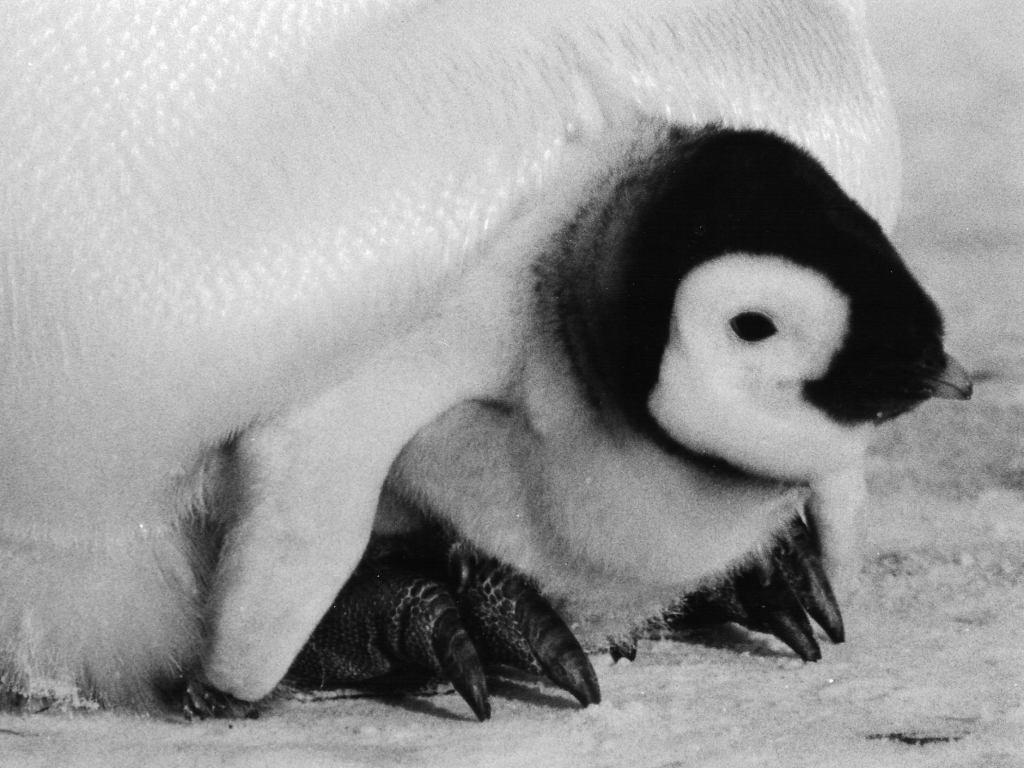
Los polluelos se protegen del frío y de los predadores apoyados sobre la parte superior de las patas de sus padres, protegidos por su plumaje ventral inferior.

Tras la puesta, las reservas alimenticias de la madre están agotadas, por lo que trasfiere el huevo al macho y vuelve al mar durante dos meses para alimentarse. La transferencia puede resultar difícil, por lo que algunas parejas pueden dejar caer el huevo en el proceso; cuando esto sucede el huevo por lo general se malogra, dado que no puede resistir las glaciales temperaturas de la tierra helada. El macho pasa el invierno incubando el huevo en una especie de protuberancia de anidamiento, un repliegue de piel cubierta de plumas, apoyado sobre la parte superior de sus patas para impedir que toque el suelo y protegiéndolo con su plumaje ventral inferior, durante 64-67 días consecutivos hasta la eclosión, el período de incubación consecutiva más prolongado de todas las aves. El pingüino emperador es la única especie de pingüino en la que se ha observado este comportamiento; en otras especies ambos padres se encargan de la incubación. En el momento de la eclosión del huevo el macho habrá ayunado durante aproximadamente 115 días desde su llegada a la colonia de cría. Para sobrevivir al frío y a vientos de hasta 200 km/h, los machos se acurrucan juntos, turnándose para ocupar el centro del grupo. También han sido observados con sus espaldas al viento para conservar el calor corporal. En los cuatro meses que transcurren entre el viaje, el cortejo y la incubación, el macho puede perder hasta veinte kilogramos, pasando de unos treinta y ocho kilogramos de peso total a tan solo dieciocho.
La eclosión puede durar no menos de dos o tres días hasta completarse, debido al grosor de su cáscara. Los pollitos recién nacidos son semialtriciales, cubiertos de solo una delgada capa de pelusa y completamente dependientes de sus padres para recibir alimento y calor. Si la cría nace antes del retorno de la madre, el padre lo alimenta con una sustancia parecida a una cuajada formada por un 59 % de proteínas y un 28 % de lípidos, producida por una glándula situada en su esófago. El polluelo recién nacido pasa un período denominado «fase de guardia», y transcurre su tiempo entre las patas de sus padres apoyado sobre la parte superior de sus patas y protegido por su plumaje ventral inferior.
La hembra vuelve a la colonia de cría en cualquier momento entre la eclosión de huevo y unos diez días después, de mediados de julio a principios de agosto. Encuentra a su compañero entre cientos de machos por sus voces de llamada y a partir de ese momento ella asume las atenciones y cuidados del polluelo, alimentándolo regurgitando la comida que ha almacenado en su estómago. Entonces es el macho el que se marcha a la costa, pasando allí unos veinticuatro días hasta su retorno a la colonia. Su viaje es ligeramente más corto que el inicial, porque el hielo ha ido fundiéndose desde entonces y la distancia entre el lugar de cría y el mar disminuye gradualmente. A partir de entonces los padres se turnan, y mientras uno se encarga de la cría el otro se dirige a la costa para alimentarse.

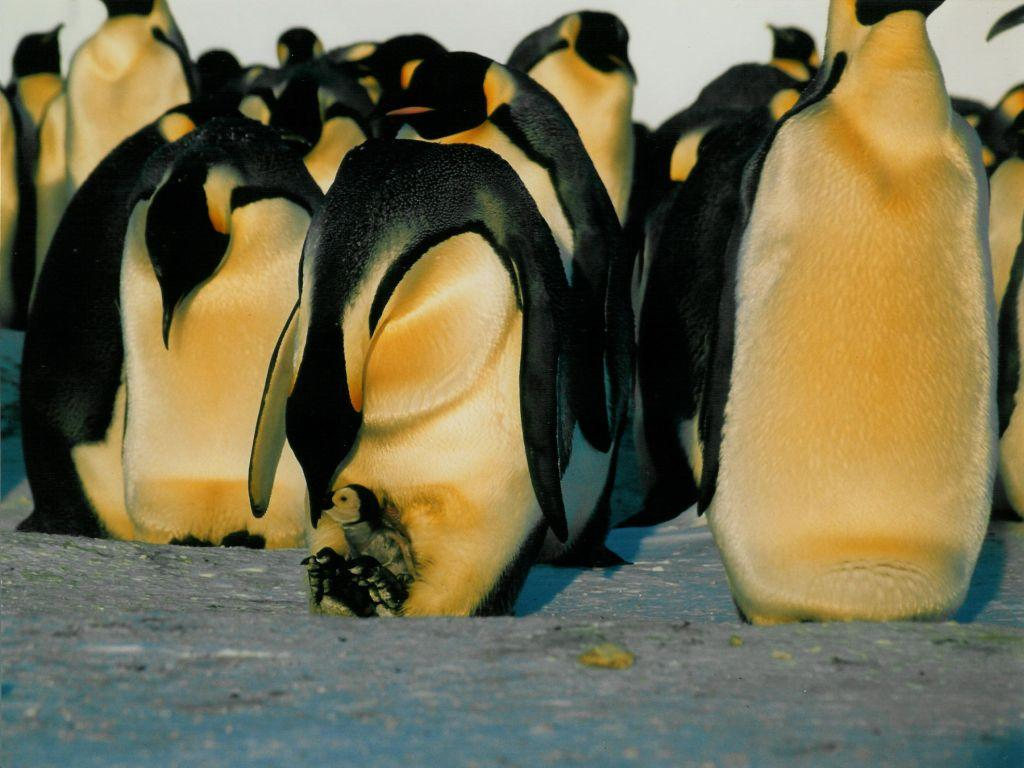
Pingüino emperador alimentando a su polluelo

Aproximadamente 45-50 días después de la eclosión, los polluelos se agrupan para formar una «guardería», acurrucándose juntos para protegerse del frío y de los predadores. Durante este tiempo ambos padres se dirigen al mar a alimentarse y vuelven periódicamente para alimentar a su cría. Estos grupos de guardería pueden estar formados hasta de varios miles de aves colocadas muy juntas unas a otras, y son esenciales para sobrevivir a las extremadamente bajas temperaturas antárticas.
El porcentaje de mortalidad de las crías de pingüino emperador en las colonias es muy elevado, y, dependiendo del clima y de la situación del hielo durante la temporada, puede alcanzar hasta el 90 %; sin embargo el índice de supervivencia es del 95 % cuando consiguen alcanzar los dos años de edad.
Una investigación realizada en Tierra Adelia mostró que la «adopción» en el pingüino emperador era relativamente común. Las adopciones prolongadas eran escasas (2-3 %) y la mayoría no superaba los diez días. Los polluelos adoptados tenían entre uno y dos meses de edad, y los padres adoptivos eran reproductores fallidos o adultos no criadores en la colonia durante el ciclo reproductor, generalmente hembras. La adopción se daba mayoritariamente tras el secuestro del polluelo (más del 50 % de los casos), o al encontrarlo vagando solo por la colonia.
A partir de principios de noviembre, los polluelos comienzan a mudar el plumaje juvenil, proceso que puede durar hasta dos meses y a menudo todavía no se ha completado cuando abandonan la colonia; los adultos dejan de alimentarlos durante este tiempo. Todas las aves realizan el ahora considerablemente más corto viaje hasta el mar en diciembre o enero y pasan allí el resto del verano alimentándose.
Aunque se han realizado grandes avances en el estudio de estas aves que han revelado en gran medida las adaptaciones del emperador para sobrevivir en un clima tan extremo, todavía existen muchas preguntas sobre por qué deciden criar a sus jóvenes durante el crudo invierno antártico. Probablemente una de las razones sea la estabilidad del hielo marino, pues crían a sus jóvenes en el hielo que se derretirá cuando llegue el verano. Por otra parte, si criase en verano (que dura solo cuatro meses en el Antártico), no completaría su ciclo de cría antes del comienzo del invierno. Incluso cuando los polluelos adquieren su plumaje, a finales de la primavera, solo tienen el 60% del peso adulto, y diciembre es el principio del verano antártico, cuando la comida está más disponible, facilitando la tarea de alimentar a sus crías.

## Distribución y hábitat
El pingüino emperador tiene una distribución circumpolar en la Antártida, casi exclusivamente entre los paralelos 66° y 77° de latitud sur. Casi siempre se reproduce sobre hielo estable cerca de la costa y hasta 18 km hacia el interior. Las colonias de cría se encuentran normalmente en las zonas donde los acantilados de hielo y los icebergs los abrigan del viento. Su población total se estimó en los años 1990 en alrededor de 400 000-450 000 individuos, que se distribuyen entre no menos de cuarenta colonias independientes. Aproximadamente 80 000 parejas se reproducen en el área del mar de Ross. Las principales colonias de cría están localizadas en cabo Washington (20 000-25 000 parejas), isla Coulman en Tierra Victoria (aproximadamente 22 000 parejas), bahía de Halley, Tierra de Coats (14 300-31 400 parejas) y la bahía Atka en la Tierra de la Reina Maud (16 000 parejas). Existen dos colonias terrestres registradas: una en un cordón litoral en la isla Dion en la península Antártica, y otra en un cabo en el glaciar Taylor en el Territorio Antártico Australiano. Se han registrado algunos divagantes en la isla Heard, en Georgia del Sur y en Nueva Zelanda. El 8 de noviembre de 2024, en la playa de la pequeña localidad de Denmark, en Australia Occidental, había llegado un pingüino emperador macho, a unos 3300 km de donde cabría esperar encontrarlo, en la Antártida.

### Estado de conservación
Clasificado como especie bajo preocupación menor en la Lista Roja de la UICN desde el año 2004, en 2012 esta organización cambió su situación a especie casi amenazada al estimarse una decadencia demográfica moderadamente rápida en las tres próximas generaciones de estas aves por efecto del calentamiento global, aunque hace notar que existen numerosas incertidumbres sobre estos cambios y sus efectos en la especie.
En el año 2007 el Servicio de Pesca y Vida Silvestre de los Estados Unidos propuso la inclusión del emperador, junto con otras nueve especies de pingüino, bajo la protección de la Ley de Especies en Peligro de los Estados Unidos (US Endangered Species Act), debido al decline en la disponibilidad de comida motivado fundamentalmente por los efectos del cambio climático y la pesca industrial de las poblaciones de peces y crustáceos, así como las enfermedades y la destrucción de su hábitat. Sin embargo en diciembre de 2008 el Servicio finalmente solo propuso la protección de siete especies, entre las que no se encontraba el pingüino emperador.
Otra de las preocupaciones respecto a la conservación de esta especie es el posible impacto sobre sus poblaciones del ecoturismo. Un estudio ha demostrado que un alto porcentaje de polluelos del pingüino emperador se veían perturbados y experimentaban alteraciones ante la aproximación de un helicóptero a 1000 m de distancia.

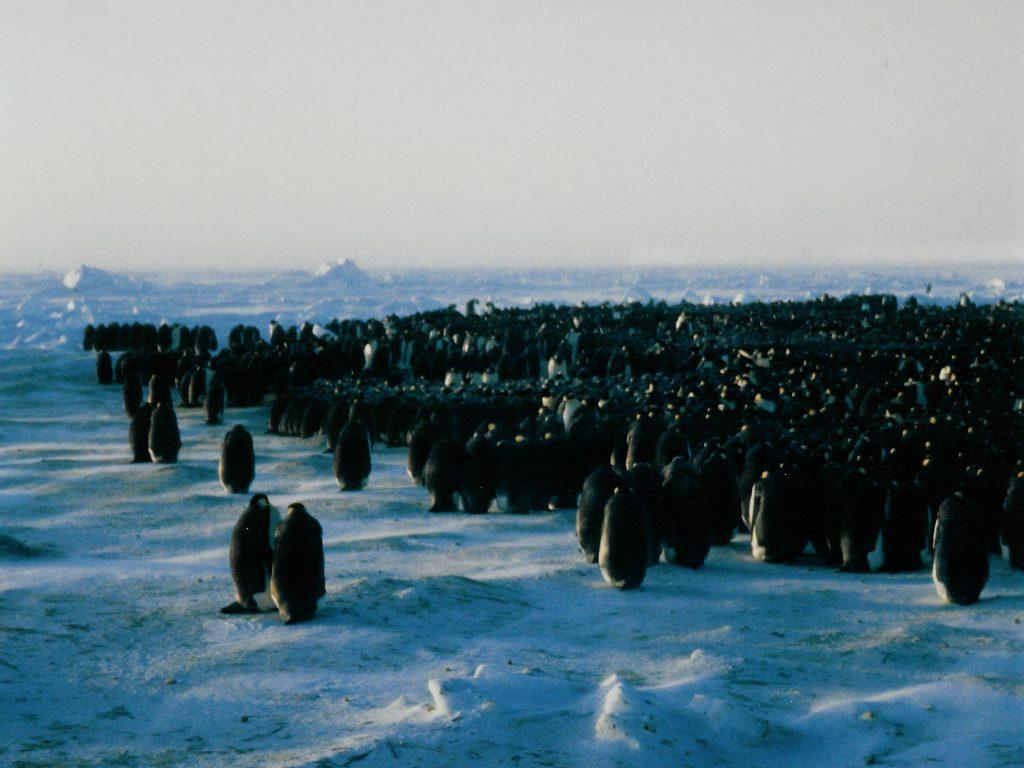
Colonia de pingüinos emperador

Se ha observado un descenso en la población de estos pingüinos del 50 % en la región de Tierra Adelia, Antártida, debido a un incremento en la mortalidad adulta, sobre todo de machos, durante un anormalmente largo período cálido a finales de los años 1970 que provocó una reducción de la cobertura de hielo. Por otra parte, el porcentaje de huevos incubados con éxito disminuyó cuando la cobertura de hielo aumenta, por lo que se considera que esta especie es muy sensible a los cambios climáticos. Aunque en ocasiones se argumenta que una reducción de la extensión del hielo marino podría beneficiarles dado que se reduciría la distancia que los adultos tendrían que recorrer para alimentarse durante la época de reproducción, la Unión Internacional para la Conservación de la Naturaleza (UICN) ha alertado que, por el contrario, existen numerosos e importantes efectos negativos que deben ser tomados en consideración, y que los cambios en el hielo marino estacional son potencialmente una importante amenaza para la cría de los pingüinos emperador.
Un estudio de la Institución Oceanográfica de Woods Hole presentado en enero de 2009 indica que el emperador podría ser llevado al borde de extinción hacia el año 2100 debido al cambio climático global. Aplicando modelos matemáticos para predecir como la disminución de la capa de hielo marino provocada por el calentamiento del clima afectaría a una gran colonia de estos pingüinos en Tierra Adelia, pronosticaron una decadencia del 87 % en la población de la colonia hacia el final del siglo, que pasaría de las 3000 parejas reproductoras actualmente en la colonia, a 400 parejas, con algunos modelos que incluso elevaban este porcentaje hasta el 95 %; esta decadencia puede ser reflejada en la población total de la especie, estimada en aproximadamente 200 000 parejas reproductoras.
A través de unas imágenes tomadas por satélite en 2009, donde se apreciaron áreas del hielo manchado por excrementos lo bastante grandes como para ser visibles desde el espacio, científicos de la British Antarctic Survey pudieron descubrir diez colonias de pingüinos emperador antes desconocidas en Antártida. La utilización combinada de los recuentos y de la utilización de satélites podría ayudar a realizar un mejor seguimiento de los cambios futuros en la población de la especie.

## Relación con los humanos

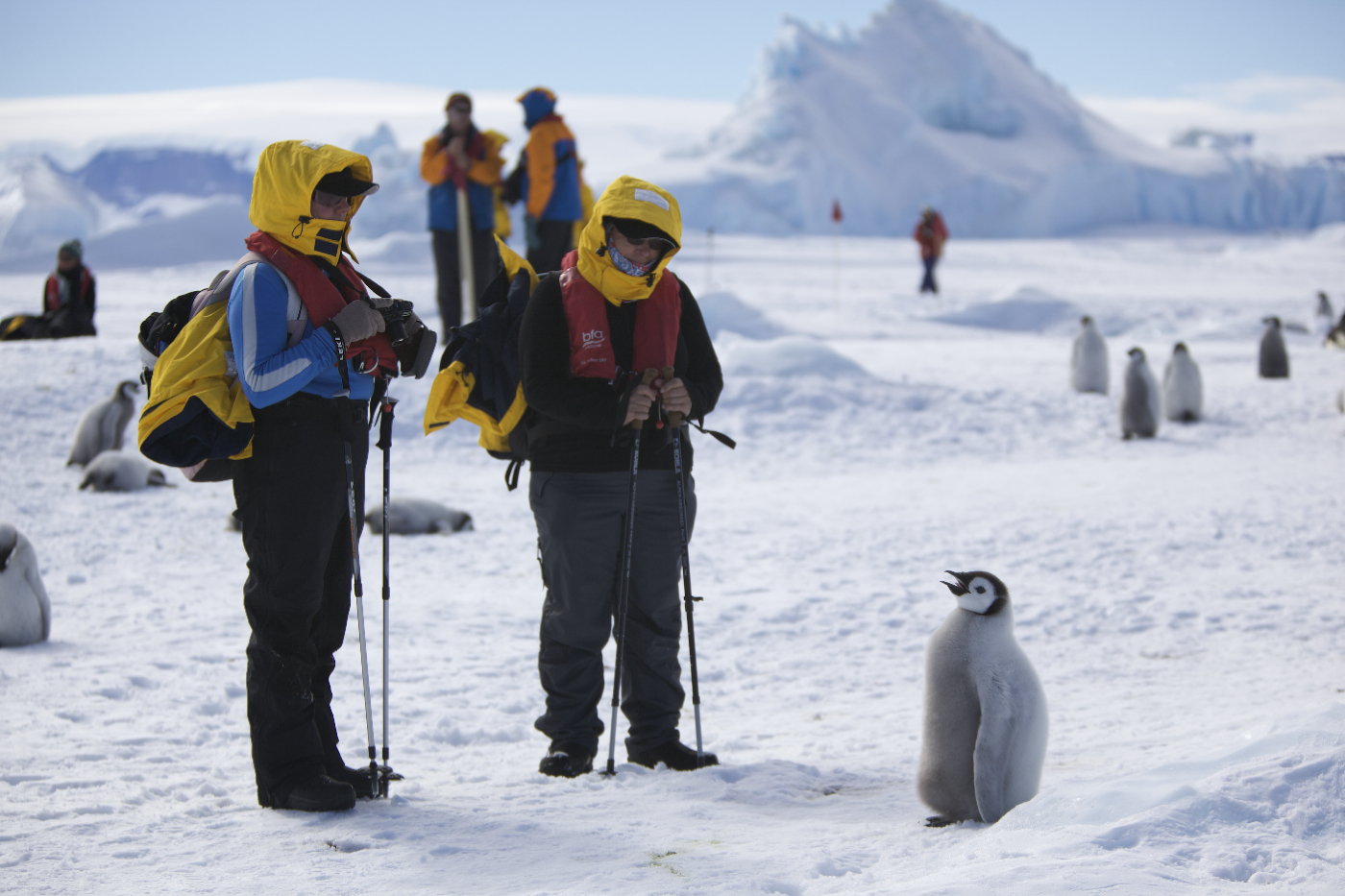
Grupo de personas con un joven emperador en la isla Cerro Nevado, Antártida.

El pingüino emperador es un ejemplo de las llamadas especies estandarte (flagship species) o totémicas, especies que se eligen para representar una causa ambiental, como un ecosistema que necesita conservación, y que son escogidas por su vulnerabilidad, atractivo o peculiaridad con el fin de generar apoyo y reconocimiento del público en general y así, con el apoyo a estas especies, conseguir la conservación de un ecosistema completo y de todos los animales que viven en él.
Esta especie se mantiene en cautividad en pocos lugares del mundo. El emperador se ha conseguido reproducir con éxito fuera de la Antártida en el SeaWorld San Diego (California), donde más de veinte individuos han incubado desde 1980. En el año 1999 se contabilizaron cincuenta y cinco ejemplares en cautividad en zoos y acuarios estadounidenses.

### En la cultura
El singular ciclo vital de esta especie en un ambiente extremo ha sido descrito a menudo en medios visuales y escritos. El explorador antártico Apsley Cherry-Garrard dijo en su libro de memorias El peor viaje del mundo: «En términos generales, no creo que haya nadie en la Tierra que lo pase peor que un pingüino emperador».
Con una amplia distribución en los cines en 2005, el documental francés La Marche de l'empereur, ganador de un Óscar al mejor largometraje documental, cuenta la historia del ciclo reproductivo de estos pingüinos. En la película de animación en 3D Happy Feet (2006), los emperadores son los personajes principales, y trata sobre uno en particular que ama el baile; aunque es una obra de cine familiar orientada al público infantil y en tono de comedia, también representa su ciclo de vida y promueve un serio mensaje ambiental subyacente sobre las amenazas del calentamiento global y sobre la reducción de fuentes de alimento debida a la sobrepesca. En otra película de animación en 3D, Surf's Up (2007), uno de sus protagonistas, «Big Z», es un pingüino emperador. También han sido llevados a la pequeña pantalla dos veces por la BBC, presentados por David Attenborough, primero en el quinto episodio de la serie de 1993 Life in the Freezer, y posteriormente en el documental de 2006 Planeta Tierra.
Más de cuarenta países han representado en alguna ocasión a estas aves en sus sellos postales. El grupo de rock canadiense The Tragically Hip incluyó el tema «Emperor Penguin» en su álbum de 1998 Phantom Power.